# Paziowate

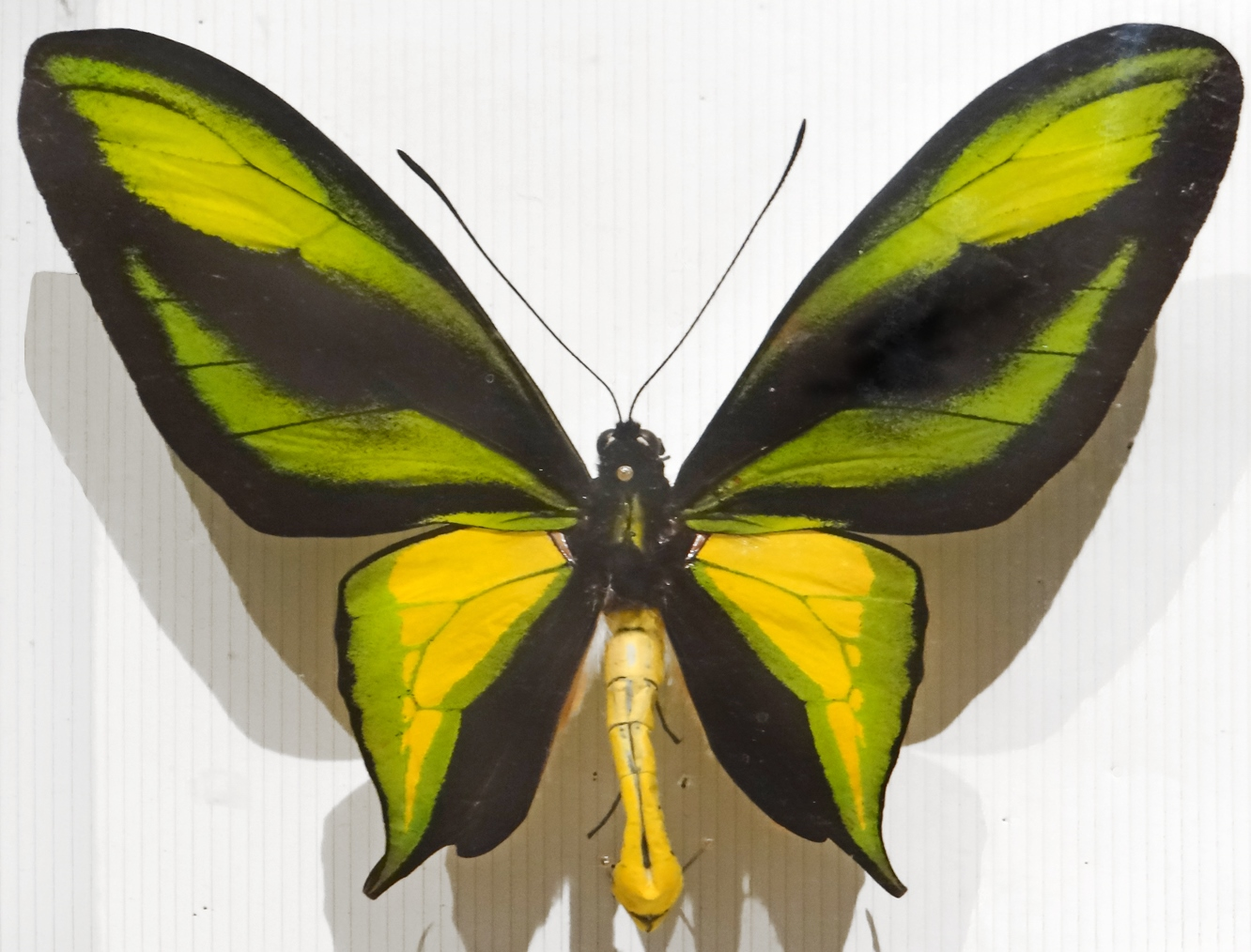
Ornithoptera paradisea

Paziowate, pazie, witezie, motylowce (Papilionidae) – rodzina motyli dziennych z nadrodziny Papilionoidea i infrarzędu Heteroneura. Obejmuje około 570 opisanych gatunków. Takson kosmopolityczny, ale większość gatunków tropikalnych.

## Opis
Do rodziny zaliczane są jedne z największych i najpiękniejszych motyli świata. Największe gatunki osiągają ponad 25 cm rozpiętości skrzydeł (O. alexandrae do 28 cm). Głowa o czułkach krótkich, zwieńczonych buławką lub spłaszczonych u wierzchołka, a oczach dużych i nagich. Skrzydła są w stosunku do tułowia duże. Najczęściej przednie są szerokie, w obrysie trójkątne, zaś tylne okrągłe bądź wydłużone z charakterystycznym dla rodziny wklęsłym brzegiem tylnym i często opatrzone ogonkiem. Obie pary skrzydeł z żyłkami analnymi. Przednie o 4-5 żyłkach radialnych, dość szerokiej komórce środkowej i charakterystycznej żyłce aksylarnej. Odnóża przednie dobrze wykształcone.

## Biologia i ekologia
Gąsienice paziowatych żerują pojedynczo. Poczwarki leżące na ziemi w cienkim oprzędzie lub umocowane do roślin za kremaster i nitką w połowie długości.

## Rozprzestrzenienie
Przedstawiciele tej rodziny występują na wszystkich kontynentach z wyjątkiem Antarktydy. Najwięcej gatunków zamieszkuje rejony tropikalne. Z Polski podawano 5 gatunków: paź królowej, paź żeglarz, niepylak apollo, niepylak mnemozyna i zygzakowiec kokornakowiec, z których ostatni przed 1960 rokiem. W Polsce oba niepylaki podlegają ścisłej, a paź żeglarz częściowej ochronie gatunkowej.

## Systematyka
Paziowate stanowią jedną z siedmiu rodzin w nadrodzinie Papilionoidea, tworzącą wraz z 12 innymi nadrodzinami klad Obtectomera. W 2011 roku należało do paziowatych 570 opisanych gatunków z 32 rodzajów. Dzieli się je na trzy podrodziny:
- Baroniinae – obejmujące pojedynczy rodzaj[9]:
  - Baronia
- Parnassiinae – w skład tej podrodziny wchodzą 3 plemiona[10]:
  - Luehdorfiini
  - Parnassiini
  - Zerynthiini
- Papilioninae – w skład tej podrodziny wchodzą 4 plemiona[9]:
  - Leptocircini
  - Papilionini
  - Teinopalpini
  - Troidini